# Февральское восстание (1927)
Февральское восстание 1927 года (порт. Revolta de Fevereiro de 1927) или Февральская революция 1927 года — восстание, происходившее с 3 по 9 февраля 1927 года в Португалии, с целью свергнуть военную диктатуру, которая утвердилась в стране после государственного переворота 28 мая 1926 года.

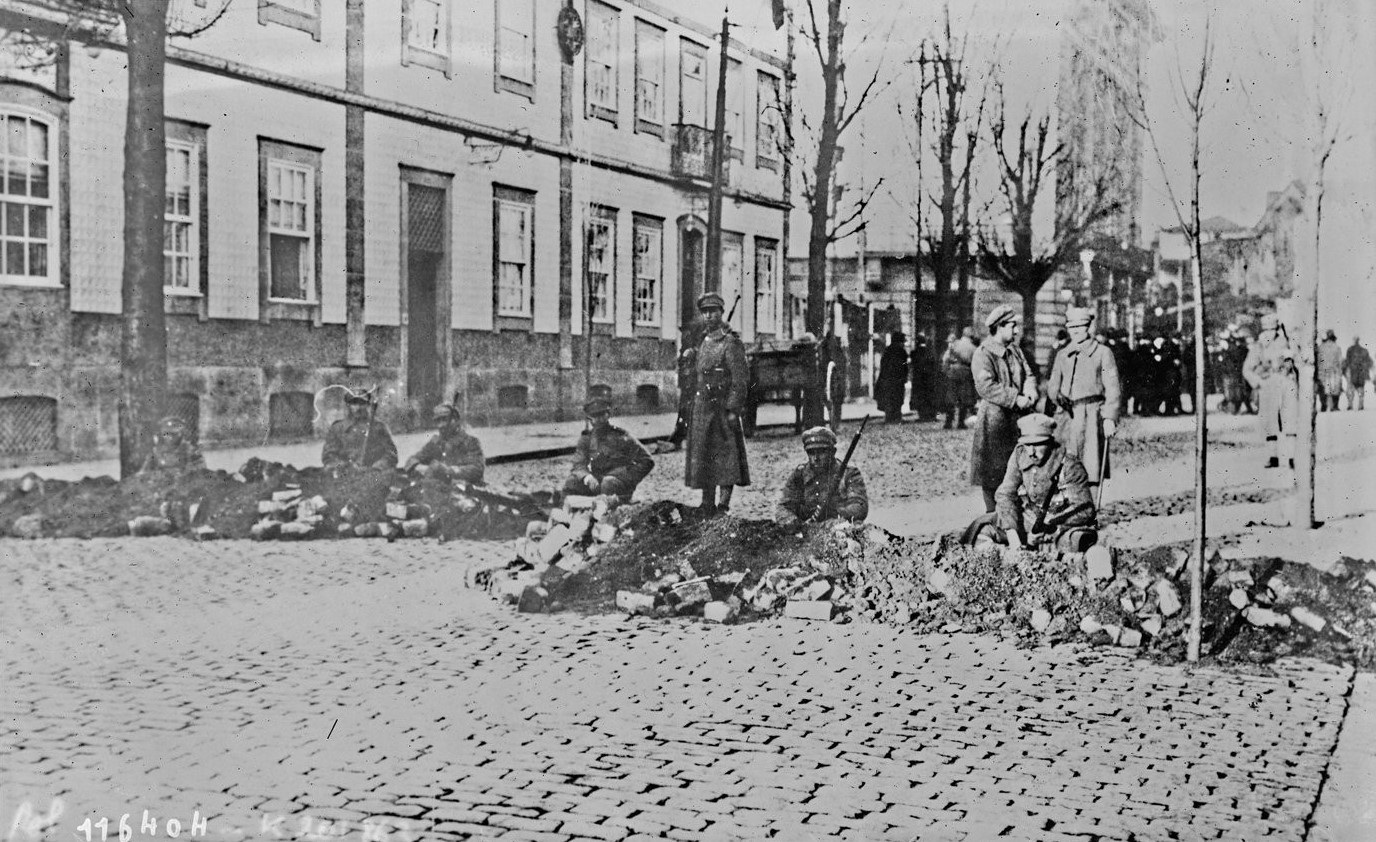
Восставшие войска на улице Порту

Антидиктаторский блок объединил левых республиканцев (гражданских и военных), бывших республиканских лидеров (бывших министров, депутатов, губернаторов и президента республики), студентов. Идея противников диктатуры заключалась в том, чтобы восстание произошло одновременно в нескольких частях страны. 

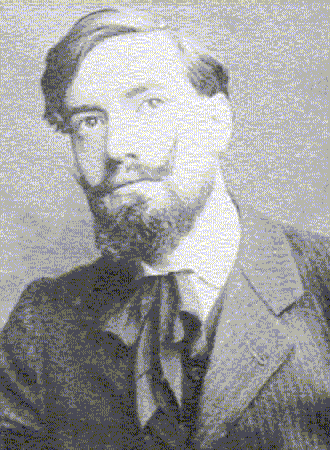
Жайме Кортезан, португальский писатель, активный участник восстания

Восстание началось 3 февраля в Порту под руководством военных и гражданских деятелей, Соузы Диаша, Жайме ди Мораиша, Жайме Кортезана и Жозе Домингуша душ Сантуша. На рассвете войска 9-го стрелкового полка вышли из казарм, к ним присоединились большая часть 6-го кавалерийского полка, рота республиканской гвардии и других воинских частей города, в том числе артиллерийских. Они заняли район площади Баталья, где были расположены штаб военного округа, муниципалитет, почта и телеграфная станция. К восставшим военным присоединилось несколько сотен гражданских. Всего силы повстанцев составили 2500 человек. После нескольких часов замешательства правительственные силы (к концу боёв достигшие 4000 человек) организовались и под командованием прибывшего в город военного министра Пасуш-э-Соузы и полковника Кравейру Лопиша взяли повстанцев в кольцо осады. Бои длились пять дней, обеими сторонами использовалась артиллерия. Из-за нехватки боеприпасов и отсутствия поддержки извне, штаб повстанцев во второй половине дня 7 февраля приказал гражданским, поддержавшим восстание, разойтись, а затем в три часа ночи 8 февраля военные сложили оружие. 
В Лиссабоне, столице страны, заговорщики промедлили с выступлением, которое началось только 7 февраля. Моряки, несколько рот республиканской гвардии и полицейские отдельных участков, общей численностью около 600 человек, под командованием Агатона Лансы и Мендиша душ Реиша заняли военно-морской арсенал и военно-морское министерство и стали строить баррикады на улицах. К революции присоединился крейсер «Карвалью Араужо» и канонерская лодка «Ибо». Армия осталась на стороне правительства, и её авиация бомбила повстанцев у арсенала. Военный министр Пасуш-э-Соуза, 8 февраля прибывший с дополнительными войсками с севера, взял под свой контроль правительственные войска и ужесточил осаду повстанцев, от которых потребовал, как уже сделал это в Порту, безоговорочной капитуляции. Из-за недостатка боеприпасов и превосходства сил противника восставшие были вынуждены капитулировать в конце дня 9 февраля. 
Одновременно с выступлением военных во многих городах страны 3-5 февраля прошли демонстрации, железнодорожники из южных и юго-восточных регионов объявили всеобщую забастовку, парализовав железнодорожное движение к югу от Тежу. 
В целом восстание привело к гибели почти двухсот человек и ранению около тысячи. Государственные служащие, причастные к этим восстаниям, будут уволены; принявшие участие части армии и подразделения республиканской гвардии будут распущены; сотни людей будут арестованы и депортированы, некоторые будут расстреляны, других отправят в ссылку.